# 藤原盛実
藤原 盛実（ふじわら の もりざね）は、平安時代後期の貴族。藤原北家勧修寺流、宮内卿・藤原憲輔の子。官位は正四位下・治部卿。藤原頼長の外祖父。

## 経歴
摂関家に家司として仕える。少納言、中宮亮を歴任、嘉承元年（1106年）には土佐守であった。
嘉承2年（1107年）から元永2年（1119年）の間に死去。

## 官歴
- 寛治3年（1089年） 正月22日：見遠江守[1]
- 寛治6年（1092年） 正月19日：見筑前権守[2]。正月25日：見前甲斐守[3]
- 永長2年（1097年） 10月11日：正五位下（遷御高陽院勤賞）[4]
- 康和4年（1102年） 2月18日：見土佐守[5]
- 康和5年（1103年） 7月25日：従四位下[6]
- 天仁元年（1108年） 11月8日：見土佐守[4]

## 系譜
- 父：藤原憲輔
- 母：藤原経通の娘
- 妻：高階経成の娘
  - 長男：藤原盛輔
- 妻：藤原長宗の娘
  - 二男：藤原説雅
  - 女子：藤原宗成室（1083-1106）
- 妻：源盛子（三河内侍） - 源頼綱の娘
  - 男子：藤原顕憲（1098-1151）
  - 男子：藤原顕盛
  - 女子：藤原忠実妾 - 藤原頼長母
  - 女子：藤原伊通室
  - 女子：藤原頼長乳母（土佐）
- 生母不明の子女
  - 男子：尋実
  - 男子：千覚
  - 女子：藤原家隆室 - 藤原成隆母
  - 女子：大中臣師親室